# Hindoefundamentalisme
De term hindoefundamentalisme wordt gebruikt voor een confessioneel-politieke stroming in India. 
Alhoewel het hindoeïsme over het algemeen wordt beschouwd als tolerant, niet sektarisch en het meestal een privé-aangelegenheid is, bestaat er ook een kleine groep van "hindoefundamentalisten" die de leden van niet-hindoeïstische religies zoals christenen, boeddhisten en moslims hun voorkeurspositie willen ontnemen en bijvoorbeeld de activiteiten van uit westerse landen afkomstige christelijke missionarissen en zendelingen willen beperken. In India bestaan afwijkende wetten voor mensen die als boeddhist, christen of moslim geregistreerd staan. Zij menen dat de missionarissen de arme lagen van de bevolking met geld, goederen en voorzieningen tot het christendom proberen te bekeren.
Ook willen zij de moskeeën afbreken die staan op de plaats waar ooit, eeuwen geleden, hindoetempels hebben gestaan, die destijds zijn afgebroken door moslimheersers, om daarna de tempels op dezelfde plaats te kunnen herbouwen.
Het is de vraag of de term "hindoefundamentalist" juist is toegepast op deze groep mensen, omdat hun religieuze opvattingen niet significant verschillen van die van andere hindoes. Er is meer sprake van een fanatieke xenofobe politieke beweging (de hindoetvabeweging bijvoorbeeld) die vijandig staat tegenover religies waarvan de oorsprong niet in India zelf ligt.